# 4 février en sport
4 janvier 4 mars
Chronologies thématiques
- Croisades
- Ferroviaires
- Disney

Le 4 février (35e jour de l'année) en sport.

## Événements

### XVIIIesiècle
- 1763 :
  - (Patinage de vitesse) : première compétition officielle de Short Track. Cette course de patinage de vitesse a lieu en Angleterre.

### XIXesiècle
- 1884 :
  - (Rugby à XV /Tournoi britannique) : les anglais remportent leur deuxième match en s'imposant 1 à 0 à Lansdowne Road chez les irlandais[1].
- 1888 :
  - (Football) : 
    - (Coupe d'Écosse) : à Glasgow (Hampden Park), finale de la 15e édition de la Coupe d'Écosse. Renton bat Cambuslang, 6-1.
    - (Match amical) : à Crewe (Nantwich Road), l'Angleterre s'impose 5-1 face au pays de Galles. 6 000 spectateurs.

  - (Rugby à XV /Tournoi britannique) : le pays de Galles bat l'équipe d'Écosse à Newport grâce à un essai marqué, alors que le match se termine sur un score de parité de zéro partout[2].
- 1893 :
  - (Rugby à XV) : dans le Tournoi, l’Angleterre bat l’Irlande à Dublin.
- 1899 :
  - (Football) : fondation du club allemand du Werder Brême[3].
  - (Rugby à XV) : dans le Tournoi, l’Irlande bat l’Angleterre à Dublin.

### XXesièclede1901à1950
- 1927 :
  - (Automobile) : à Pendine Sands, Malcolm Campbell établit un nouveau record de vitesse terrestre : 281,44 km/h.
- 1932 :
  - (Jeux olympiques) : à Lake Placid (États-Unis), ouverture des Jeux olympiques d'hiver de 1932.

### XXesièclede1951à2000
- 1957 :
  - (Football) : en Coupe de France, le modeste club algérien du SCU El Biar élimine le prestigieux Stade de Reims.
- 1961 :
  - (Football et télévision) : accords « secrets » entre la télévision française et la FFF qui mettent fin à une crise de quatorze mois.
- 1976 :
  - (Jeux olympiques) : à Innsbruck (Autriche), ouverture des Jeux olympiques d'hiver de 1976.
- 1978 :
  - (Rugby à XV) : dans le Tournoi des Cinq Nations, la France bat l’Écosse à Édimbourg tandis que le Pays de Galles bat l'Angleterre à Twickenham.
- 1979 :
  - (Formule 1) : Grand Prix automobile du Brésil.

### XXIesiècle
- 2001 :
  - (Handball) : à Paris, l'équipe de France de handball remporte le Championnat du monde de handball masculin 2001 en battant en finale la Suède (34-31).
  - (Rugby à XV) : dans le Tournoi des Six Nations, la France bat l’Écosse à Paris.
- 2002 :
  - (Football américain) : en finale du Super Bowl à La Nouvelle-Orléans, les New England Patriots remportent le Super Bowl XXXVI face aux St. Louis Rams.
- 2005 :
  - (Football) : la justice suisse prononce la faillite du Servette FC, le reléguant en ligue amateur (1re Ligue).
  - (Ski alpin) : aux championnats du monde de ski alpin, la croate Janica Kostelić conserve son titre en Combiné féminin.
- 2007 :
  - (Football américain) : en finale du Super Bowl XLI, quarante-et-unième finale annuelle de la ligue nationale de football américain, déterminant le vainqueur de la saison 2006, disputée au Dolphin Stadium de Miami (Floride), les Colts d'Indianapolis, vainqueurs de la American Football Conference, battent — sous la houlette de leur quarterback Peyton Manning, sacré MVP de la rencontre — les Bears de Chicago, vainqueurs de la National Football Conference, sur le score de 29-17.
  - (Tennis) : l'ancienne no 1 mondiale Martina Hingis remporte le tournoi de Tōkyō pour la cinquième fois de sa carrière après 1997, 1999, 2000 et 2002, en battant en finale la serbe Ana Ivanović 6/4, 6/2.
- 2018 :
  - (Cyclo-cross /Championnats du monde) : sur la 69e édition des Championnats du monde de cyclo-cross qui se déroule à Fauquemont aux Pays-Bas, victoire du belge Wout van Aert sur la course élites devant son compatriote Michael Vanthourenhout et le néerlandais Mathieu van der Poel.
  - (Football américain /Super Bowl) : en finale du Super Bowl qui se déroule  au U.S. Bank Stadium de Minneapolis au Minnesota, le tenant du titre, les Patriots de la Nouvelle-Angleterre s'inclinent face aux Eagles de Philadelphie qui l'emportent 41-33.
  - (Rugby à XV /Tournoi masculin) : 3e match de la 1re journée du Tournoi des Six Nations qui se dispute au Stade olympique de Rome et qui voit l'Italie s'incliner face à l'Angleterre 15-46.
  - (Rugby à XV /Tournoi féminin) : 3e match de la 1re journée du Tournoi des Six Nations féminin qui se dispute au Stade Mirabello à Reggio d'Émilie et qui voit l'Italie s'incliner face à l'Angleterre 7-42.
  - (Tennis /Coupe Davis) : la France, l'Italie, l'Espagne, l'Allemagne, le Kazakhstan, la Croatie, les États-Unis et la Belgique se qualifient pour les 1/4 de finale de la Coupe Davis.
- 2022 :
  - (Jeux olympiques d'hiver /JO d'hiver de 2022) : en Chine, à Pékin, 3e jour de compétition des Jeux olympiques d'hiver de 2022.  Et à 20 h 00, heure locale, Cérémonie d'ouverture qui a lieu dans le Stade national.
- 2023 :
  - (Rugby à XV /Tournoi masculin) : début de la 129e édition du Tournoi des Six Nations qui se terminera le 18 mars. La 1re journée voit la victoire de l'Irlande face au pays de Galles 34-10 et de l'Écosse sur l'Angleterre 29-23.
- 2024 :
  - (Cyclo-cross /Championnats du monde) : sur la course Élite messieurs, victoire du Néerlandais Mathieu van der Poel dont c'est le 6e titre, il devance son compatriote Joris Nieuwenhuis, le Belge Michael Vanthourenhout complète le podium.

## Naissances

### XIXesiècle
- 1864 :
  - Willie Park, Jr., golfeur écossais. Vainqueur des Open britannique 1887 et 1889. († 22 mai 1925).
- 1870 :
  - Constant van Langhendonck, cavalier belge. Champion olympique du saut en longueur aux Jeux de Paris 1900. († ? 1944).
- 1873 :
  - Étienne Desmarteau, athlète de lancers canadien. Champion olympique du poids aux Jeux de Saint-Louis 1904. († 29 octobre 1905).
- 1886 :
  - Sune Almkvist, footballeur, hockeyeur sur glace, joueur de bandy et dirigeant sportif suédois. (4 sélections en équipe de Suède de football). Président de la fédération suédoise de bandy de 1925 à 1950. († 8 août 1975).

### XXesièclede1901à1950
- 1904 :
  - Werner Nilsen, footballeur puis entraîneur américain. (3 sélections en équipe des États-Unis). († 10 mai 1992).
- 1912 :
  - Byron Nelson, golfeur américain. Vainqueur des Masters 1937 et 1942, de l'US Open 1939, des USPGA 1940 et 1945. († 26 septembre 2006).
- 1913 :
  - Richard Seaman, pilote de courses automobile britannique. († 25 juin 1939).
- 1914 :
  - Maurice Dupuis, footballeur français. (9 sélections en équipe de France). († 23 septembre 1977).
- 1915 :
  - Sepp Greger, pilote de courses automobile allemand. († 2 août 2010).
- 1926 :
  - Gyula Grosics, footballeur hongrois. Champion olympique aux Jeux d'Helsinki 1952. (86 sélections en équipe nationale). († 13 juin 2014).
- 1927 :
  - Jacques Beauchamp, journaliste sportif canadien. († 17 septembre 1988).
- 1929 :
  - Neil Johnston, basketteur puis entraîneur américain. († 28 septembre 1979).
- 1930 :
  - Reg Abbott, hockeyeur sur glace canadien.
  - Jim Loscutoff, basketteur américain. († 1er décembre 2015).
- 1932 :
  - Jaroslav Tetiva, basketteur tchécoslovaque puis tchèque. (176 sélections en équipe de Tchécoslovaquie). († 2 mars 2021).
- 1937 :
  - John Devitt, nageur australien. Champion olympique du relais 4×200m nage libre et médaillé d'argent du 100m nage libre aux Jeux de Melbourne 1956 puis champion olympique du 100m nage libre et médaillé de bronze du relais 4×200m nage libre aux Jeux de Rome 1960. († 17 août 2023).
  - Magnar Solberg, biathlète norvégien. Champion olympique du 20km et médaillé d'argent du relais 4×7,5km aux Jeux de Grenoble puis champion olympique du 20km aux Jeux de Sapporo 1972.
- 1941 :
  - Jiří Raška, sauteur à ski tchécoslovaque puis tchèque. Champion olympique du petit tremplin et médaillé d'argent du grand tremplin aux Jeux de Grenoble 1968. († 20 janvier 2012).
- 1950 :
  - Barry Pearson, joueur de foot U.S. américain.

### XXesièclede1951à2000
- 1951 :
  - François Tracanelli, athlète de saut à la perche français.
- 1952 :
  - Dominique Lacaud, pilote de courses automobile d'endurance français.
- 1959 :
  - Lawrence Taylor, joueur de foot U.S. américain.
- 1961 :
  - Dominique Lefebvre, footballeur puis entraîneur français.
  - Denis Savard, hockeyeur sur glace puis entraîneur canadien.
- 1963 :
  - Pirmin Zurbriggen, skieur alpin suisse. Champion olympique de la descente et médaillé de bronze du géant aux Jeux de Calgary 1988. Champion du monde de ski alpin en descente et en combiné 1985 puis champion du monde de ski alpin du super-G et du géant 1987.
- 1965 :
  - Jerome Brown, joueur de baseball américain. († 25 juin 1992).
  - Juan Curuchet, cycliste sur piste et sur route argentin. Champion olympique de l'américaine aux Jeux de Pékin 2008. Champion du monde de cyclisme sur piste de l'américaine 2004.
- 1966 :
  - Viatcheslav Ekimov, cycliste sur route et sur piste puis directeur sportif soviétique puis russe. Champion olympique de la poursuite par équipes aux Jeux de Séoul 1988 puis champion olympique du contre-la-montre sur route aux Jeux de Sydney 2000 et aux Jeux d'Athènes 2004. Champion du monde de cyclisme sur piste de la poursuite par équipes 1987, champion du monde de cyclisme sur piste de la poursuite individuelle 1990 puis champion du monde de cyclisme sur piste de la course aux points 1991. Vainqueur du Tour de Chine 1995 et du Tour des Pays-Bas 2003.
  - Frédéric Volle, handballeur puis entraîneur français. Médaillé de bronze aux Jeux de Barcelone 1992. Médaillé d'argent au championnat du monde de handball masculin 1993 puis champion du monde de handball 1995. Vainqueur de la Coupe d'Europe des vainqueurs de coupe 1993. (241 sélections en équipe de France).
- 1967 :
  - Sergueï Grinkov, patineur artistique de couple soviétique puis russe. Champion olympique aux Jeux de Calgary 1988 et aux Jeux de Lillehammer 1994. Champion du monde de patinage artistique en couple 1986, 1987, 1989 et 1990. Champion d'Europe de patinage artistique en couple 1988, 1990 et 1994. († 20 novembre 1995).
- 1968 :
  - Éric Sikora, footballeur puis entraîneur français.
- 1969 :
  - Dallas Drake, hockeyeur sur glace canadien.
- 1970 :
  - Kevin Campbell, footballeur anglais. Vainqueur de la Coupe d'Europe des vainqueurs de coupe 1994. († 15 juin 2024).
- 1972 :
  - Amadou Dioum, basketteur ivoirien puis français.
  - Giovanni, footballeur brésilien. Vainqueur de la Copa América 1997 et de la Coupe d'Europe des vainqueurs de coupe 1997. (20 sélections en équipe du Brésil).
- 1973 :
  - Oscar de la Hoya, boxeur américain. Champion olympique des -60 kg aux Jeux de Barcelone 1992. Champion du monde poids super-plumes du 5 mars 1994 au 7 mai 1994. Champion du monde de boxe poids légers du 29 juillet 1994 au 13 avril 1996. Champion du monde poids de boxe super-légers du 7 juin 1996 au 11 janvier 1997. Champion du monde de boxe poids super-welters du 23 juin 2001 au 13 septembre 2003 et du 6 mai 2006 au 5 mai 2007. Champion du monde de boxe poids moyens du 5 juin 2004 au 18 septembre 2004.
  - Manny Legacé, hockeyeur sur glace canadien.
- 1975 :
  - Siegfried Grabner, snowboardeur autrichien. Médaillé de bronze du slalom géant parallèle aux Jeux de Turin 2006. Champion du monde de snowboard du slalom parallèle 2003
- 1979 :
  - Giorgio Pantano, pilote de F1 italien.
  - Willamis Souza, footballeur brésilien.
- 1980 :
  - Eugenio Suárez Santos, footballeur espagnol.
- 1981 :
  - Ben Hendrickson, joueur de baseball américain.
  - Jason Kapono, basketteur américain.
  - Tom Mastny, joueur de baseball américain.
  - Johan Vansummeren, cycliste sur route belge. Vainqueur du Tour de Pologne 2007 et de Paris-Roubaix 2011.
- 1982 :
  - Tomas Vaitkus, cycliste sur route lituanien.
- 1983 :
  - Lee Stempniak, hockeyeur sur glace américain.
  - Dajuan Wagner, basketteur américain.
- 1984 :
  - Ailis Egan, joueuse de rugby à XV irlandaise. (46 sélections en équipe d'Irlande).
- 1985 :
  - Romain Buffet, judoka français, 5ème au championnat d'Europe 2012. Champion du monde par équipes en 2011.
  - Brad Richardson, hockeyeur sur glace canadien.
- 1986 :
  - Geoffrey Jourdren, footballeur français.
- 1987 :
  - Benjamin Lang, rameur français. Médaillé d'argent en deux de pointe avec barreur aux Mondiaux d'aviron 2008 et 2012. Médaillé de bronze en quatre sans barreur aux CE d'aviron 2016.
  - Lucie Šafářová, joueuse de tennis tchèque. Médaillé de bronze du double dames aux Jeux de Rio 2016. Victorieuse des Feds Cup 2011, 2012, 2014 et 2015.
  - Chatchai Budprom, footballeur thaïlandais. (7 sélections en équipe de Thaïlande).
- 1988 :
  - Carly Patterson, gymnaste américaine. Championne olympique du concours général individuel puis médaillée d'argent du concours général par équipes et de la poutre aux Jeux d'Athènes 2004. Championne du monde de gymnastique artistique du concours général par équipes 2003.
- 1989 :
  - Mohamed Abdulrahman, footballeur émirati. (44 sélections en équipe des Émirats arabes unis).
  - Ion Izagirre, cycliste sur route espagnol. Vainqueur du Tour de Pologne 2015.
- 1990 :
  - Nairo Quintana, cycliste sur route colombien. Vainqueur du Tour d'Italie 2014, du Tour d'Espagne 2016, du Tour de Catalogne 2016 et du Tour de Romandie 2016.
- 1992 :
  - Florian Pinteaux, footballeur français.
- 1994 :
  - Miguel Ángel López, cycliste sur route colombien. Vainqueur du Tour de Suisse 2016 et du Tour de Catalogne 2019.
  - Denise O'Sullivan, footballeuse irlandaise. (105 sélections en équipe de république d'Irlande).
  - Alexia Putellas, footballeuse espagnole. Victorieuse des Ligues des champions 2021 et 2023. (108 sélections en équipe d'Espagne).
  - Pascal Siakam, basketteur camerounais.
  - Josua Tuisova, joueur de rugby à XV et à sept fidjien. Champion olympique aux Jeux de Rio 2016. Vainqueur des Coupes d'Europe de rugby à XV 2013, 2014, 2015 et du Challenge européen 2022. (23 sélections avec l'équipe de rugby à sept et 25 avec celle de rugby à XV).
- 1995 :
  - Ali Salmeen, footballeur émirati. (21 sélections en équipe des Émirats arabes unis).
  - Lisa Vittozzi, biathlète italienne. Médaillée de bronze du relais mixte aux Jeux de Pyeonchang 2018. Championne du monde de biathlon du relais 4 × 6 km 2023.
- 1996 :
  - Boris Palu, joueur de rugby à XV français. (2 sélections en équipe de France).
  - Noemie Thomas, nageuse canadienne.
- 1998 :
  - Chandler McDaniel, footballeuse américano-philippine. (15 sélections avec l'équipe des Philippines).
  - Malik Monk, basketteur américain.
- 1999 :
  - Louis Carbonel, joueur de rugby à XV français. Champion du monde junior de rugby à XV 2018 et 2019. (5 sélections en équipe de France).
  - Ché Nunnely, footballeur néerlandais.
- 2000 :
  - Liam Foudy, hockeyeur sur glace canadien. Champion du monde de hockey sur glace 2021. (10 sélections en équipe du Canada).
  - Vincent Thill, footballeur belgeo-franco-luxembourgeois. (45 sélections avec l'équipe du Luxembourg).
  - Davy van den Berg, footballeur néerlandais.

### XXIesiècle
- 2001 :
  - Andrea Carboni, footballeur italien.
- 2002 :
  - Troy Parrott, footballeur irlandais. (21 sélections en équipe de république d'Irlande).
  - Jarne Steuckers, footballeur belge.
- 2003 :
  - Rasmus Højlund, footballeur danois. (10 sélections en équipe du Danemark).
  - Art Smakaj, footballeur kosovar.
- 2004 :
  - Dario Šits, footballeur letton.
  - Brahim Traoré, footballeur français.
- 2005 :
  - Zidan Sertdemir, footballeur danois.
  - Aboubaka Soumahoro, footballeur français.

## Décès

### XXesièclede1901à1950
- 1909 :
  - John Clarkson, 47 ans, joueur de baseball américain. (° 1er juillet 1861).
- 1943 :
  - Frank Calder, 65 ans, dirigeant de hockey sur glace canadien. Président de la LNH de 1917 à 1943. (° 17 novembre 1877).

### XXesièclede1951à2000
- 1953 :
  - Antonio Conte, 85 ans, sabreur italien. Champion olympique du sabre maître d'armes aux Jeux de Paris 1900. (° 11 décembre 1867).
- 1994 :
  - Alfred De Bruyne, 63 ans, cycliste sur route puis commentateur TV et directeur sportif belge. Vainqueur de Milan-San Remo 1956, des Liège-Bastogne-Liège 1956, 1958 et 1959, du Tour des Flandres 1957, de Paris-Roubaix 1957. (° 21 octobre 1930).

### XXIesiècle
- 2001 :
  - Alois Lipburger, 44 ans, sauteur à ski autrichien. (° 27 août 1956).
- 2006 :
  - Jenő Dalnoki, 73 ans, footballeur puis entraîneur hongrois. Champion olympique aux Jeux d'Helsinki 1952 puis médaillé de bronze aux Jeux de Rome 1960. (14 sélections en équipe de Hongrie). (° 12 décembre 1932).
- 2007 :
  - Steve Barber, 68 ans, joueur de baseball américain. (° 22 février 1938).
  - José Carlos Bauer, 81 ans, footballeur puis entraîneur brésilien. Vainqueur de la Copa América 1949. (29 sélections en équipe du Brésil). (° 21 novembre 1925).
- 2011 :
  - Woodie Fryman, 70 ans, joueur de baseball américain. (° 15 avril 1940).
- 2012 :
  - Hubert Leitgeb, 46 ans, biathlète italien. Champion du monde de biathlon par équipes 1991 et 1994. (° 31 octobre 1965).
- 2015 :
  - Stanisław Makowiecki, 72 ans, lutteur de libre polonais. (° 7 novembre 1942).